# Disgaea 2: Cursed Memories
Disgaea 2: Cursed Memories (魔界戦記ディスガイア2, Makai Senki Disugaia Tsū, lit. "Netherworld Battle Chronicle: Disgaea 2") é um RPG tático deenvolvido pela Nippon Ichi Software para Playstation 2. Disgaea 2 é uma sequência de Disgaea: Hour of Darkness, também de PS2, e foi lançado no Japão no dia 23 de fevereiro de 2006, e na América do Norte no dia 29 de agosto de 2006. É o predecessor de Disgaea 3: Absence of Justice, de Playstation 3. Foi relançado para Playstation Portable com o nome Disgaea 2 Portable no Japão e Disgaea 2: Dark Hero Days na América do Norte e Europa.
Disgaea 2, apesar de ter gráficos bastante simplórios, usa sua jogabilidade simples, trilha sonora de grande qualidade e seu humor negro para conqusitar fãs. Foi bastante apreciado pela crítica especializada, somando uma média de 84 no Metacritic.

## Jogabilidade
Disgaea 2 é dividido em 13 capítulos. Cada capítulo começa com uma cutscene que explica a próxima missão de Adell, o personagem principal do jogo. O jogador então controla ele em sua cidade natal. A cidade serve como um portão para estágios que apresentam história, side quests, The Dark Assembly(uma espécie de plenário, onde ideias são dadas e Adell precisa convencer os senadores a aceitaram elas, sendo que ele mesmo pode se tornar um senador) e o item world(onde você entra no mundo de cada item). No começo de cada capítulo uma nova área é desbloqueada. Cada área consiste de múltiplos mapas/estágios que precisam ser vencidos para avançar ao próximo capítulo. Falar com a dimension guid de holt dará ao jogadores a opção de explorar as novas áreas ou repetir qualquer um dos mapas já passados. Muitos mapas também tem cutscenes. As cenas iniciais e finais de cada capítulo não podem ser puladas.
A jogabilidade de Disgaea 2 foi criada diretamente a partir da de Disgaea: Hour of Darkness; os jogadores controlam uma party(grupo) de personagens para batalhar num campo isométrico em 3D, que é dividido em quadrados. Cada personagem pode andar uma quantidade X de quadrados e atacar uma vez por turno. Existem várias opções e armas para cada membro usar. Por exemplo, Adell usa seus punhos para atacar. Dessa maneira, com o ataque normal, Adell só pode acertar o inimigo se chegar bem perto do quadrado onde o inimigo está posicionado. Porém, algumas skills suas permitem atacar de longe, com um custo X de MP. O jogador também pode fazer uma torre com os personagens e, desta maneira, todos receberão a mesma quantidade de EXP, e o dano por ataque será maior. Também podem-se equipar diferentes armas para aumentar o alcance de seus ataques.
O modo Item World retorna do primeiro título da série. Nele, o jogador pode selecionar um item de sua preferência do inventário que queira aumentar os atributos. Dessa maneira, o jogador entra no Item World, que consiste de diversos estágios(mapas) que são gerados randomicamento, sendo que a dificuldade dos inimigos depende diretamente da raridade ou do poder do item selecionado. Existem duas maneiras de descer através do Item World: derrotando todos os inimigos do nível, ou usando os portais, localizados em um lugar qualquer do mapa. Inimigos especiais, chamados Guardians, podem ser derrotados, o que dá um bônus de ataque ou defesa para o item. O Item World pode ter mais de 60 estágios, sendo que o item pode estar no estágio 48. Depois de conseguir o item, o jogador pode continuar descendo os níveis, e assim aumentando os stats do item.

## Enredo

### História
Há 15 anos atrás, um poderoso Overlord, o Overlord Zenon, apareceu em Veldime e amaldiçoou a população humana do lugar. Desde então, todos os habitantes se tornaram demônios, e continuarão assim se a maldição não for quebrada. Entretanto, um jovem rapaz chamado Adell é o único humano não afetado pela maldição. Com o objetivo de salvar sua família e fazê-los virar humanos novamente, Adell decide perseguir e derrotar Overlord Zenon. A mãe de Adell tenta invocar Zenon e falha, invocando Rozalin, filha dele. Dessa maneira, eles partem numa jornada para achar Zenon e matá-lo, usando Rozalin como guia até o castelo.

### Personagens
- Adell (アデル, Aderu): O personagem principalmente de Disgaea 2. Adell é o único humano vivo em Veldime, e esteve treinando por anos para derrotar Zenon e destruir a maldição. Corajoso e determinado, Adell não gosta de mulheres, demônios e mentiras, nunca recua a um desafio e nunca faz jogo sujo. Ele é legal à aqueles que ele se importa, e nunca quebrará uma promessa. Adell não foi afetado pela maldição de Zenon pelo fato de ter nascido de um demônio sangrento puro. Dubladores: Hikaru Midorikawa (JPN)
- Rozalin (ロザリンド, Rozarindo): A única filha de Overlord Zenon. Rozalin foi invocada duante uma tentativa falha da mãe de Adell invocar Zenon. Por causa do contrato de invocação, ela não pode sair de perto de Adell e precisa ajudá-lo a achar Zenon. Rozalin não sabe nada sobre o mundo em que vive, pois foi mimada a vida inteira, sendo seus livros a sua única fonte de informação. Por causa disso, ela não tem nenhuma experiência com batalhas, e tenta (e falha) matar Adell indiretamente em diversas ocasiões. Com a promessa de Adell de levá-la de volta ao seu pai, ela começa a pensar diferente. Dubladoras: Yukari Tamura (JPN)
- Taro (タロー, Tarō): o irmão de onze anos de idade de Adell. Ele e sua irmã mais nova, Hanako, são demônios, tendo nascido após seus pais terem sido amaldiçoados. Ele começa a admirar Rozalin logo após encontrar com ela pela primeira vez, e se refere a ela como "Princesa". Ele é um pouco timido, mas também um pouco sarcástico. Ele não é confiante igual aos outros personagens, mas tenta ajudar como pode. Taro também é frequentemente chamado de 'Tardo' (Taro-chan na versão japonesa) pela sua irmã, Hanako. Dubladores: Hiro Shimono (JPN)
- Hanako (ハナコ, Hanako): irmã mais nova de Adell e de Taro. Ela é bastante convencida e irritante, constantemente pedindo para que Adell leve-a com ele para lutar ao seu lado. Ela tem grandes habilidades culinárias, e usa sua panela como arma. Ela adora Etna, e quer se tornar uma Demon Lord como ela algum dia. Entretanto, ela quer também ser mais sexy que Etna. Dubladoras: Kaori Mizuhashi (JPN)
- Tink (ティンク, Tinku): Um servo de Overlord Zenon, e amigo de infância de Rozalin. Após o ataque de uma pessoa misteriosa ao castelo de Zenon, foi transformado em um sapo. Tink tem duas formas. Na sua forma normal, azul, ele é geralmente bem educado, apesar de covarde. Ocasionalmente ele se trasnforma em sua forma vermelha. Nessa forma, ele é lascivo e rude, causando problemas em qualquer lugar que vai. Dubladores: Chihiro Suzuki (JPN)
- Yukimaru (雪丸): um dos membros sobreviventes do Snow Clan. Yukimari é uma ninja habilidosa, com vinte anos de idade, buscando pela derrota de Zenon, para poder vingar a destruição de seu clã. Apesar de ser muito habilidosa, tem pouca auto-confiança, e pode tentar se suicidar se é incapaz de realizar uma missão. Yukimaru termina suas frases com a palavra zam (de gozaru na versão japonesa), de forma a armazenar ki. Dubladoras: Kana Ueda (JPN)
- Etna (エトナ, Etona): a vassala desonesta do primeiro Disgaea. Depois de uma briga com Laharl, Etna demitiu-se, e tornou-se uma Demon Lord. Ela está agora em Veldime, junto com seu infame Esquadrão Prinny, com o objetivo de derrotar Zenon e obter o título de Overlord. Ela continua desonesta como sempre, usando Adell e Rozalin para conseguir derrotar Zenon antes que qualquer outro Overlord consiga. Dubladoras: Tomoe Hanba (JPN)
- Axel (アクターレ, Akutāre): um demônio que se orgulha por ter sido popular um dia. Axel foi um famoso herói de ação e rock star, conhecido pelo título de 'Dark Hero', um mentor do mal. Infelizmente, ele agora é um reporter de um programa de viagens intitulado 'Viajando com Axel'. Apesar de seu novo papel, Axel ocasionalmente tenta adicionar cenas de ação ao programa, causando desânimo do diretor. Na versão japonesa, o nome de Axel é Akutare. Na versão norte-americana, 'Akutare' é sua banda. Na versão japonesa, Axel na verdade nunca teve uma banda. Dubladores: Nobuyuki Hiyama (JPN)